# Diokles (Komödiendichter)
Diokles war ein griechischer Komödiendichter. Er stammte aus Athen oder Phleius und wird von der Suda als Zeitgenosse des Sannyrion und des Philyllios genannt. Somit wirkte er gegen Ende des 5. Jahrhunderts v. Chr. in Athen und ist der Alten Komödie zuzuordnen. Von seinen Stücken sind nur fünf Titel und wenige, kaum aufschlussreiche Fragmente überliefert.